# Никола Апостолов
Никола Настев Апостолов е български адвокат и политик от Народнолибералната партия.

## Биография
Никола Апостолов е роден през 1866 година в село Пътеле, днес в Гърция. В 1889 година завършва с четвъртия випуск на Солунската българска мъжка гимназия. От 1886 година за малко е учител в Битоля, след което в 1896 г. завършва право в Тулуза и работи като адвокат в Пловдив и София. Става член на Народнолибералната партия, той става министър на народното просвещение в правителството на Петър Гудев (1907 – 1908). В 1908 година е част от редакционния комитет на партийния вестник „Нов век“.
Избран е за депутат в XIII, XV, XVI и XVII обикновено народно събрание.
Във второто и третото правителство на Васил Радославов е министър на железниците, пощите и телеграфите (1913 – 1917). Апостолов е близък приятел на Никола Генадиев и не подкрепя германофилската ориентация на правителството по време на Първата световна война, но остава в кабинета.
През 1923 година, по време на режима на Александър Стамболийски, Апостолов е осъден от Третия държавен съд на 10 години затвор и завинаги лишаване от граждански и политически права, като един от виновниците за Втората национална катастрофа, но е амнистиран на следващата 1924 година. След това работи като адвокат.
Никола Апостолов умира през септември 1952 година в София.